# Ivanovec
Ivanovec – wieś w Chorwacji, w żupanii medzimurskiej, w mieście Čakovec. W 2011 roku liczyła 2093 mieszkańców.